# رابرت نلسون جاکوبز
رابرت نلسون ژاکوب (انگلیسی: Robert Nelson Jacobs؛ زادهٔ ۲۴ فوریهٔ ۱۹۵۴) فیلم‌نامه‌نویس اهل ایالات متحده آمریکا است. وی از سال ۱۹۹۷ میلادی تاکنون مشغول فعالیت بوده‌است. او فیلم‎نامه‎ فیلم‎های چون دایناسور، شکلات، اخبار کشتیرانی و اقدامات فوق‌العاده را نوشته است.